# كيبرا ناغاست

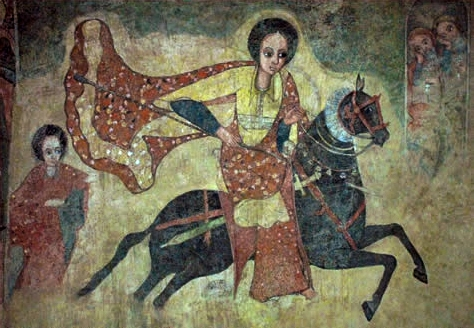

كيبرا ناغاست أو كبرا نجشت (بالجعزية: ክብረ ነገሥት)‏ (باللاتينية: kəbrä nägäśt)، أو ملحمة سطوة الملوك ؛ مجد الملوك، والتي تجري أحداثها في مملكة أكسوم، وتعود إلى القرن الرابع عشر الميلادي، وتروي الملحمة زيارة «ماكيدة» أي بلقيس ملكة سبأ إلى الملك «سلومو» سليمان، كما تروي الملحمة أنَّ «ماكيدة» كانت امرأة رائعة الجمال، بالغة الذكاء، وكانت مولعة بالحكمة، لذا فإنها تكبدت الصعاب ومشاق الطريق وعثرات السفر من أجل زيارة الملك سليمان المشهور بحكمته. وحينما وطئت قدماها أرض قصره قررت إغواء الملك الهرم، وقد أقسم الملك سليمان أنه لن يستخدم العنف معها أبداً، وطلب منها وعداً بألاّ تمسَ أي شيء في بيته من دون الأخذ برأيه واستشارته، ثم أقام لها مأدبة مملوءة بالأطعمة التي تدفع المرء لكي يعطش فيما بعد.